# هيديتاكا تينجين
هيديتاكا تينجين (天神 英貴  Tenjin Hidetaka، ولد في 1973)
هو فنان ميكا ورسام خيال علمي.

## وصلات خارجية
- موقع الرسمي لإستوديو تينجين
- هيديتاكا تينجين على موقع IMDb (الإنجليزية)
- هيديتاكا تينجين على موقع قاعدة بيانات الفيلم (الإنجليزية)
- هيديتاكا تينجين على موقع ANN person (الإنجليزية)
- 14112 في شبكة أخبار الأنمي